# Briaglia
Briaglia (piemontiul: Briaja) település Olaszországban, Piemont régióban, Cuneo megyében. Lakosainak száma 313 fő (2023. január 1.). Briaglia Mondovì, Niella Tanaro és Vicoforte községekkel határos.

## Népesség
A település népességének változása:
| Lakosok száma | 315  | 309  | 313  |
|               | 2017 | 2018 | 2023 |